# Демир Баба Теке
Демир Баба Теке (болг. Демир баба теке; тур. Demir Baba Tekkesi) — мавзолей алеви (тюрбе) XVI века недалеко от села Свещари Разградской области на северо-востоке Болгарии. Являясь частью историко-археологического заповедника Сборяново, Демир Баба Теке входит в число 100 туристических объектов Болгарии.
Считается, что мавзолей является местом упокоения Демира Бабы, алевитского святого XVI века. Сама гробница представляет собой семиугольное здание, построенное из местного песчаника. Он имеет нижнюю прямоугольную прихожую и покрыт полусферическим куполом высотой 11 метров (36 футов). Могила Демира Бабы находится посреди семиугольного внутреннего помещения. Построенный из кирпича и дерева, саркофаг имеет длину 3,74 метра (12,3 фута) и расположен головой святого на юго-запад. Саркофаг обычно полностью покрыт дарами и лишь изредка демонстрируется паломникам-алевитам.
Считается, что мавзолей был построен в XVI веке на месте древней фракийской святыни 4 века до нашей эры. Вокруг тюрбе постепенно возник культовый комплекс (текке). Сюда входили святой источник, мечеть, упоминавшаяся путешественниками в XVIII и XIX веках, но затем разрушенная, и деревянная общественная кухня (имарет), снесенная в 1976 году из-за ветхости. Сохранившиеся до наших дней элементы текке – это мавзолей, святой источник, жилой дом и невысокая каменная ограда, окружающая комплекс. Небольшая выставка в жилом доме рассказывает историю алевитов и самого Демира Бабы.
Теке Демир-баба был объявлен памятником культуры местного значения в 1970 году правительством тогдашней Народной Республики Болгарии. В 1991–1994 годах мавзолей был отреставрирован: ветхий деревянный пол был заменен на новый, реконструированы элементы внутренней отделки здания (в том числе росписи XIX века).

## Галерея

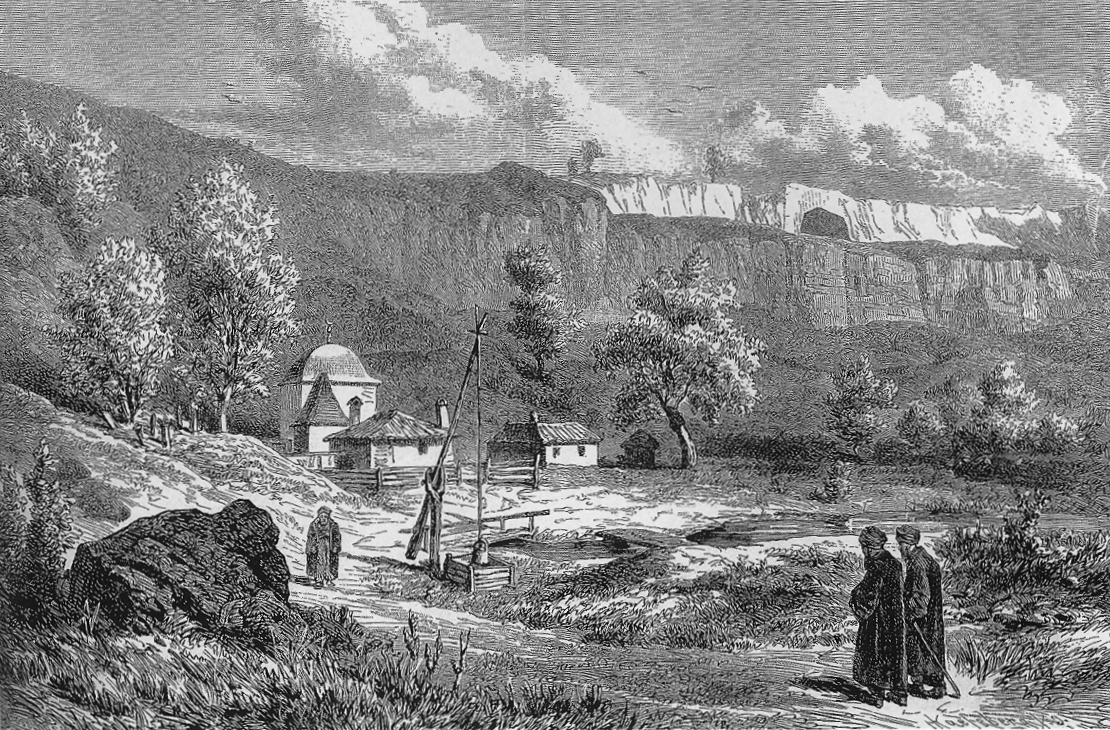
Теке Демир-баба, отмеченное австрийским путешественником Феликсом Каниц в XIX веке
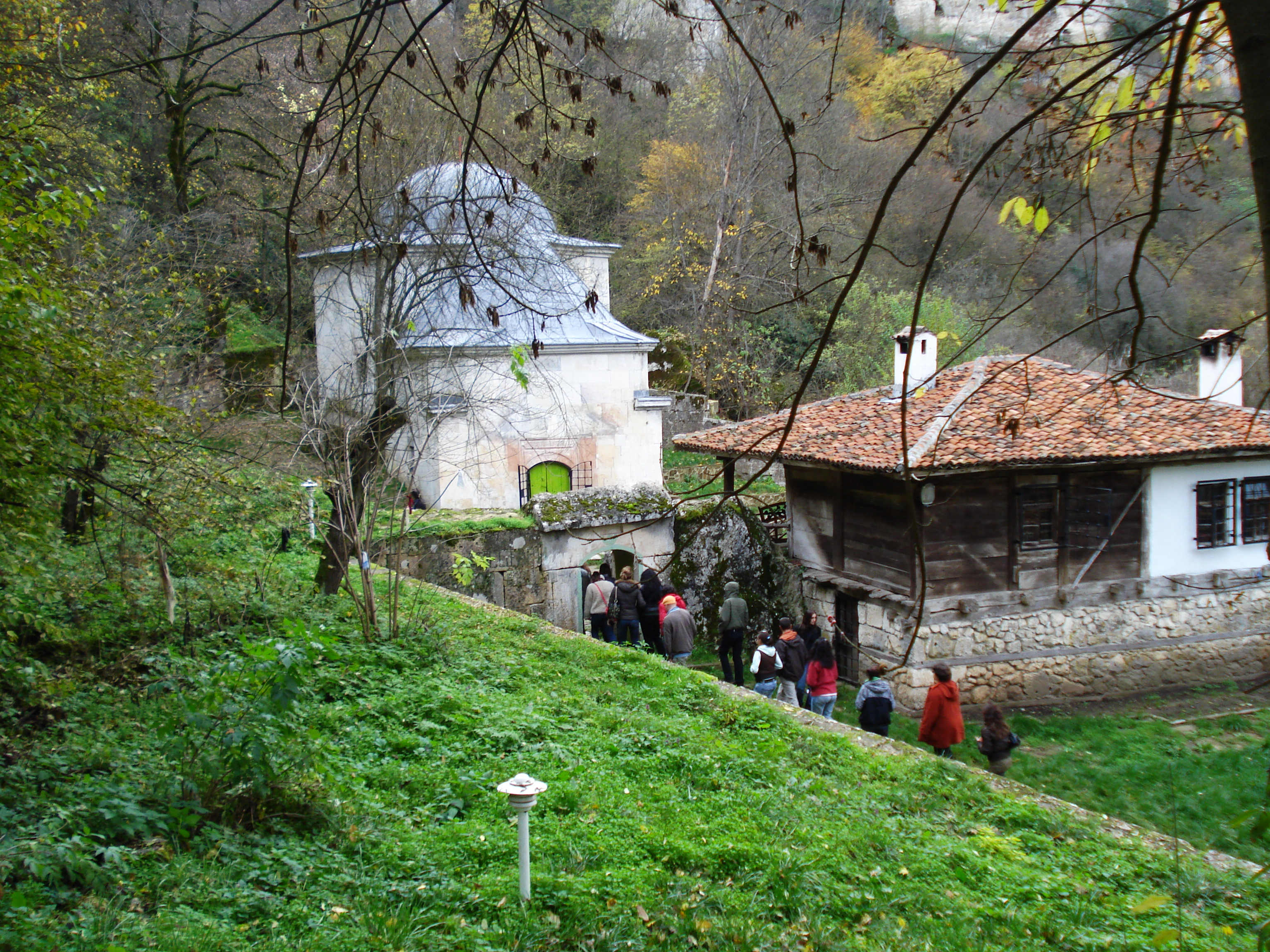
Вид на вход в мавзолей
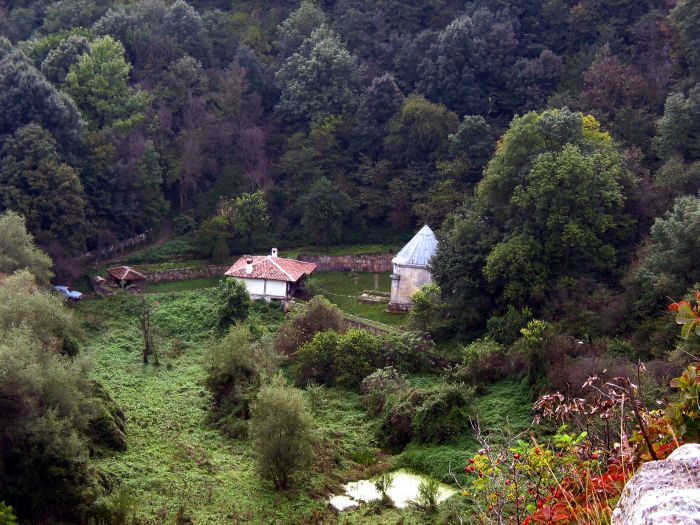
Удаленный вид на комплекс
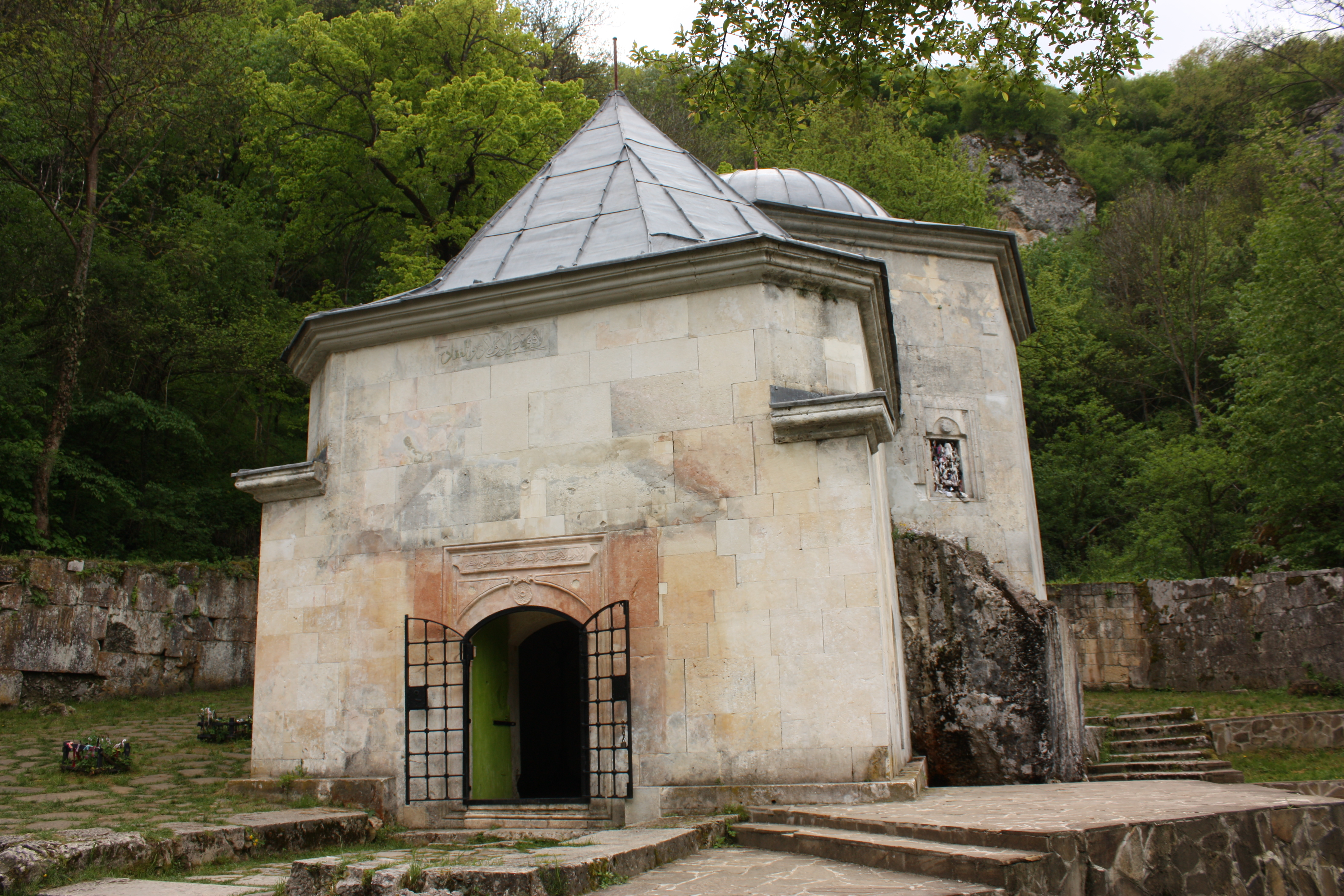
Фронтальный вид Демир Баба Теке, известного как самое священное место для алевитов